# Walter De Wyngaert
Walter De Wyngaert (né le 17 septembre 1970) est un athlète belge spécialiste du lancer du marteau. Huit fois champion de Belgique de la discipline, il a été médaillé sans discontinuer de 1991 à 2018, soit 28 médailles nationales. Il est également champion d'Europe vétéran moins de 40 ans en 2011.

## Biographie

### Palmarès
| Date | Compétition              | Lieu       | Résultat | Performance |
| ---- | ------------------------ | ---------- | -------- | ----------- |
| 1991 | Championnats de Belgique | Bruxelles  | 3e       |             |
| 1992 | Championnats de Belgique | Bruxelles  | 3e       |             |
| 1993 | Championnats de Belgique | Bruxelles  | 3e       |             |
| 1994 | Championnats de Belgique | Bruxelles  | 3e       |             |
| 1995 | Championnats de Belgique | Lede       | 3e       |             |
| 1996 | Championnats de Belgique | Lede       | 2e       |             |
| 1997 | Championnats de Belgique | Bruxelles  | 2e       |             |
| 1998 | Championnats de Belgique | Bruxelles  | 2e       | 63,49 m     |
| 1999 | Championnats de Belgique | Bruxelles  | 2e       | 63,24 m     |
| 2000 | Championnats de Belgique | Bruxelles  | 1er      | 64,83 m     |
| 2001 | Championnats de Belgique | Bruxelles  | 2e       |             |
| 2002 | Championnats de Belgique | Bruxelles  | 1er      | 62,21 m     |
| 2003 | Championnats de Belgique | Namur      | 1er      | 62,29 m     |
| 2004 | Championnats de Belgique | Bruxelles  | 1er      | 63,35 m     |
| 2005 | Championnats de Belgique | Anderlecht | 1er      | 62,26 m     |
| 2006 | Championnats de Belgique | Kessel-Lo  | 1er      | 63,45 m     |
| 2007 | Championnats de Belgique | Bruxelles  | 1er      | 65,92 m     |
| 2008 | Championnats de Belgique | Liège      | 2e       | 63,11 m     |
| 2009 | Championnats de Belgique | Lede       | 2e       | 59,71 m     |
| 2010 | Championnats de Belgique | Bruxelles  | 2e       | 63,83 m     |
| 2011 | Championnats de Belgique | Bruxelles  | 2e       | 58,88 m     |
| 2012 | Championnats de Belgique | Bruxelles  | 2e       | 59,52 m     |
| 2013 | Championnats de Belgique | Bruxelles  | 2e       | 61,76 m     |
| 2014 | Championnats de Belgique | Bruxelles  | 3e       | 57,67 m     |
| 2015 | Championnats de Belgique | Bruxelles  | 2e       | 58,82 m     |
| 2016 | Championnats de Belgique | Bruxelles  | 1er      | 60,11 m     |
| 2017 | Championnats de Belgique | Bruxelles  | 3e       | 53,30 m     |
| 2018 | Championnats de Belgique | Bruxelles  | 3e       | 53,62 m     |

### Records
| Épreuve           | Performance | Lieu      | Date        |
| ----------------- | ----------- | --------- | ----------- |
| Lancer du marteau | 65,92 m     | Bruxelles | 5 août 2007 |